# Kbk wz. 1996 Mini-Beryl
O Mini-Beryl é um fuzil de assalto compacto (carabina) polonês derivado do fuzil de serviço wz. 96 Beryl e com câmara para o cartucho 5,56×45mm. Foi desenvolvido em paralelo com o wz. 96 Beryl pela Fabryka Broni em Radom e introduzido em serviço nas Forças Armadas da Polônia em 1997 sob a designação militar karabinek krótki wz. 96 (abreviado kbk wz. 96, "carabina curta modelo 1996").

## Projeto
O projeto da Mini-Beryl combina características da carabina wz. 89 Onyks e do fuzil wz. 96 Beryl; os principais componentes modificados incluem o cano, o munhão do cano, os guarda-mãos superior e inferior, o dispositivo de saída da boca e o carregador. O método de operação da arma, o mecanismo de trava do ferrolho rotativo e a munição são idênticos aos do fuzil wz. 1996 Beryl padrão.

## Operadores
- Polónia – garantiu contrato para 8.000 fuzis de assalto Beryl Mod. 96 de 5,56 mm e carabinas Mod. 96 Mini Beryl para as forças armadas polonesas.[1]
- Lituânia – 10 unidades em uso (wz. 1996A).
- Nigéria – 10 unidades de teste (wz. 1996C).[2][1]